# Júnior Lacayo
Júnior Alberto Lacayo Rochez (ur. 19 sierpnia 1995 w La Ceiba) – honduraski piłkarz z obywatelstwem meksykańskim występujący na pozycji skrzydłowego lub napastnika, reprezentant Hondurasu.
W grudniu 2015 otrzymał obywatelstwo Meksyku.